# Grainger (entreprise)
Pour les articles homonymes, voir Grainger.
Grainger est une entreprise américaine basée à Lake Forest spécialisée dans le petit matériel de construction, à destination des entreprises. Elle fait partie des entreprises classées au Fortune 500.